# Borough di Petersburg
Il borough di Petersburg, in inglese  Petersburg Borough, è un borough dello stato dell'Alaska, negli Stati Uniti. La popolazione al censimento del 2010 era di 3.815 abitanti. Il capoluogo è Petersburg. Il borough è stato istituito il 3 gennaio 2013 (era precedentemente una census area).

## Geografia fisica
Il borough comprende Petersburg e la piccola città di Kupreanof, oltre a zone per lo più disabitate sulla terraferma a sud della città e comune di Juneau e al confine con il Canada. Lo United States Census Bureau certifica che la sua estensione è di 9.956 km².